# Liste der Kulturgüter in Fläsch
Die Liste der Kulturgüter in Fläsch enthält alle Objekte in der Gemeinde Fläsch im Kanton Graubünden, die gemäss der Haager Konvention zum Schutz von Kulturgut bei bewaffneten Konflikten, dem Bundesgesetz vom 20. Juni 2014 über den Schutz der Kulturgüter bei bewaffneten Konflikten sowie der Verordnung vom 29. Oktober 2014 über den Schutz der Kulturgüter bei bewaffneten Konflikten unter Schutz stehen.
Objekte der Kategorien A und B sind vollständig in der Liste enthalten, Objekte der Kategorie C fehlen zurzeit (Stand: 13. Oktober 2021).

## Kulturgüter
| Foto |                                                                                  | Objekt                                                                                   | Kat. | Typ | Standort                          | Beschreibung |
| ---- | -------------------------------------------------------------------------------- | ---------------------------------------------------------------------------------------- | ---- | --- | --------------------------------- | ------------ |
| ja   | Datei hochladen · Wikidata zu Festung Luziensteig (Q29521331)                    | Festung Luziensteig KGS-Nr.: 3011                                                        | A    | G   | St. Luzisteig 127 758751 / 211785 |              |
| ja   | Datei hochladen · Wikidata zu Burg Grafenberg (Q1012010)                         | Letzi Grafenberg, mittelalterliche Talsperre KGS-Nr.: 10476                              | A    | F   | 757640 / 212640                   |              |
| ja   | Datei hochladen · Wikidata zu Kleine Schanze, Schanze (Q29521337)                | Kleine Schanze, neuzeitliche Schanze KGS-Nr.: 10477                                      | A    | F   | 759000 / 210840                   |              |
| ja   | Datei hochladen · Wikidata zu Reformierte Kirche (Q2136885)                      | Reformierte Kirche KGS-Nr.: 3013                                                         | B    | G   | Kirchgass 757740 / 210393         |              |
| ja   | Datei hochladen · Wikidata zu Matlusch-Kopf, prähistorische Siedlung (Q29784720) | Matlusch-Kopf, bronzezeitlich-eisenzeitliche und mittelalterliche Siedlung KGS-Nr.: 3014 | B    | F   | 758500 / 210510                   |              |